# Jordan Chiles
Jordan Chiles (Tualatin, 15 aprile 2001) è una ginnasta statunitense, campionessa olimpica con la squadra alle Olimpiadi di Parigi 2024.

## Carriera

### 2017
In agosto partecipa ai Campionati nazionali, dove vince la medaglia d'argento nell'all around. In seguito viene nominata riserva per i Mondiali di Montreal.

### 2018
In marzo partecipa alla Coppa del mondo di Stoccarda, dove vince la medaglia di bronzo dietro Zhang Jin e Elisabeth Seitz. Ad aprile partecipa ai Pacific Rim, dove vince tre ori (squadra, volteggio e corpo libero) e un bronzo alla trave.
In agosto partecipa ai Campionati nazionali, dove vince l'argento al volteggio.
In ottobre partecipa alle Selezioni per i mondiali ma non viene inclusa nella squadra.

### 2019
In giugno viene reso noto che Chiles ha cambiato palestra, trasferendosi a Spring, in Texas, per allenarsi al World Champions Centre.
Ai Campionati nazionali conclude le due giornate di gara in sesta posizione. Viene quindi inclusa nella squadra nazionale.
In settembre viene convocata per le Selezioni pre-mondiali ma non viene inclusa nella squadra.

### 2021
Il 27 febbraio vince la Winter Cup con 57,050 punti (14,9 al volteggio, 14,050 alle parallele, 14,5 alla trave e 13,6 al corpo libero). 
Il 22 maggio prende parte ai GK Classic e vince la medaglia d'argento con 57,1 punti (14,950 al volteggio, 14,150 alle parallele, 14,050 alla trave e 13,950 al corpo libero).
Il 4 giugno partecipa alla prima giornata dei Campionati Nazionali, gareggiando su tutti e quattro gli attrezzi e ottenendo un punteggio complessivo di 56,900, che la colloca al terzo posto provvisorio. 
Dopo la seconda giornata conclude i Nazionali con 2 terzi posti (all around e volteggio) e 3 quarti posti (parallele, trave e corpo libero).
Il 25 e 27 giugno partecipa ai Trials olimpici, l'ultima gara prima che venga scelta la squadra olimpica. Nella prima giornata conclude la gara al terzo posto con 57,132 punti.
Dopo i risultati della seconda giornata conclude gli Olympic Trials in terza posizione e viene scelta per la squadra olimpica.
Il 25 luglio prende parte alle Qualifiche, tramite le quali la nazionale statunitense accede alla finale a squadre col secondo punteggio.
Il 27 luglio la squadra statunitense vince la medaglia d'argento dietro al Comitato Olimpico Russo.